# Christian Negouai
Christian Negouai est un footballeur français né le 20 janvier 1978 à Fort-de-France. Il est milieu défensif. 

## Biographie
Avec le Standard de Liège, il inscrit un but au bout de seulement 11 secondes de jeu lors du match KVC Westerlo-Standard de Liège.

## Carrière
- ....-1998 : Olympique lyonnais  France (formation)
- 1997-1998 : Vaulx-en-Velin  France
- 1998-1999 : Union Royale Namur  Belgique
- 1999- déc. 2001 : Sporting de Charleroi  Belgique
- déc. 2001- janv. 2005 : Manchester City  Angleterre
- janv. 2005- fév. 2005 : Coventry City  Angleterre
- fév. 2005-2005 : Manchester City  Angleterre
- 2005-2006 : Standard de Liège  Belgique
- 2006- janv. 2007 : Aalesund FK  Norvège
- janv. 2007-2007 : FCM Brussels  Belgique[1]

## Palmarès
- Champion d'Angleterre de D2 en 2002 avec Manchester City